# Gawriił Saryczew
Gawriił Andriejewicz Saryczew (ros. Гавриил Андреевич Сарычев, ur. 1763 w Petersburgu, zm. 30 lipca?/11 sierpnia 1831 tamże) – rosyjski admirał i hydrograf, honorowy członek petersburskiej Rosyjskiej Akademii Nauk.

## Życiorys
Saryczew trafił do marynarki rosyjskiej w 1775 roku, przez lata 1785–1794 brał udział w wyprawie zleconej przez cesarzową Katarzynę Wielką i kierowanej przez oficera Royal Navy, Josepha Billingsa. Saryczew opisał i naniósł na mapy wybrzeże Morza Ochockiego od Ochocka do Ałdomy, część Aleutów, głównie Unalaskę, oraz Wyspy Pribyłowa, St. Matthew Island, Wyspę Świętego Wawrzyńca, King Island i Wyspy Diomedesa.
W latach 1802–1806 prowadził wyprawę hydrograficzną na Morze Bałtyckie, prowadził także, od 1808 roku, badania w Rosji, oraz opracował w 1826 roku Atlas północnej części Oceanu Spokojnego. W 1829 roku został awansowany na admirała.
Na jego cześć nazwane zostały Wulkan Saryczewa i Wyspa Saryczewa, którym nazwy nadał Otto Kotzebue. Jego imię nosił również statek Gawriił Saryczew.